# Bruno Soares
Bruno Fraga Soares (Belo Horizonte, 27 de fevereiro de 1982) é um ex-tenista profissional brasileiro. Especialista em duplas, a melhor posição obtida por ele no ranking de duplas da ATP foi a de N° 2 do mundo, em outubro de 2016. Em 2013 obteve, por algum tempo, o posto de melhor duplista brasileiro de todos os tempos com a 3ª posição do ranking, superado posteriormente por Marcelo Melo. Conquistou em sua carreira 35 títulos de nível ATP , a maioria em parceria com seu compatriota Marcelo Melo, o austríaco Alexander Peya e o britânico Jamie Murray.
Suas campanhas de maior destaque, em duplas masculinas, foram 3 títulos de Grand Slam, dois em 2016 (Australian Open e US Open) e um em 2020 (US Open) e 4 títulos de Masters 1000 (o bicampeonato seguido no Masters 1000 do Canadá em 2013 e 2014, o Masters 1000 de Cincinnati em 2018 e o Masters 1000 de Shanghai em 2019). Em duplas mistas, foi bicampeão do US Open, em 2012 e 2014, campeão do Australian Open em 2016, além de ser vice-campeão em Wimbledon em 2013.

## Trajetória

### Primeiros anos
Filho de um engenheiro civil, Bruno Soares se mudou para o Iraque aos dois meses de idade quando o seu pai arranjou um serviço. Nos seis anos em que viveu em um acampamento em Bagdá, Soares começou a jogar tênis aos cinco anos com as crianças estrangeiras do local, estimulando seu pai a contratar aulas particulares quando voltassem ao Brasil. Aos sete anos, em sua cidade natal de Belo Horizonte, conheceu outro jovem tenista, Marcelo Melo, que se tornou grande amigo mesmo com as mudanças de Soares, que seguindo a vida nômade do pai foi para Maringá, Rio de Janeiro e Fortaleza, antes de voltar de vez para Belo Horizonte aos 14 anos, treinando tênis no Minas Tênis Clube junto de Melo e André Sá.

### Início na carreira
Tenista destro, Bruno Soares, é profissional desde 2001, porém disputa pela ATP desde 1999.
Teve um bom desempenho no início da carreira, atingindo suas principais marcas em 2003, ao ganhar muitos títulos em duplas com Marcelo Melo, Thiago Alves e André Sá, e alguns torneios de simples.
Era esperando que fosse uma grande esperança para o tênis brasileiro, mas não conseguiu alcançar a marca dos cem melhores posicionados no ranking, em especial após uma grave lesão no joelho em 2005 afastar Soares do circuito por dois anos. No retorno às quadras em 2007, Soares recuperou-se ganhando títulos importantes em Belo Horizonte e em Bogotá pela Copa Petrobras de Tênis.

### 2008
No início de 2008, faturou pela segunda vez o Aberto de São Paulo de Tênis, tendo uma ascensão no ranking de duplas e já tendo a oportunidade de disputar os principais torneios do circuito, os ATPs tours.
Em 2008 fez grande campanha. Mesmo jogando sem parceiro fixo, chegou à semifinal de Roland Garros e às quartas-de-final do US Open. Além disso, conquistou seu primeiro ATP de duplas no Aberto de Nottingham, torneio de grama preparatório para Wimbledon.
Em 29 de novembro de 2008 casou-se com a arquiteta e decoradora Bruna Alvim, em uma bela cerimônia celebrada pelo Padre Luiz de Alcântara em Belo Horizonte.

### 2009
Em 2009, firmou parceria com Kevin Ullyett, do Zimbábue, duplista de alto nível que já havia conquistado 32 títulos e que se mantinha entre os 10 melhores ranqueados há vários anos. Chegou às quartas-de-final de Wimbledon e Roland Garros, às semifinais dos de Masters 1000 de Roma e Madri, à final do ATP de New Haven, e venceu seu segundo ATP de duplas em Estocolmo. No final do ano, com a aposentadoria de Ullyett, Soares anunciou nova parceria com o compatriota Marcelo Melo.

### 2010
Em 2010, a dupla Melo/Soares chegou à final do ATP 250 de Auckland no início do ano, mas depois não foi bem durante o primeiro semestre, se recuperando em maio, ao obter o título do ATP 250 de Nice. Em Roland Garros, conseguiram derrotar a dupla n.1 do mundo, os irmãos Bob Bryan e Mike Bryan, e chegaram nas Quartas-de-Final. Posteriormente chegaram à semifinal do ATP 500 de Hamburgo e à final do ATP 250 de Gstaad; nas oitavas-de-final do US Open; na final do ATP 250 de Metz; na semifinal do ATP 500 de Tóquio e do ATP 250 de Estocolmo.

### 2011
Em 2011, na Gira Sul-Americana de Saibro, série de 4 torneios ATP na América Latina, a dupla Melo/Soares obteve 2 títulos seguidos nos ATPs 250 do Chile e do Brasil, e o vice-campeonato do ATP 500 de Acapulco. Em abril, foi vice-campeão do Masters 1000 de Monte Carlo, jogando ao lado de Juan Ignacio Chela. Ainda conseguiram semifinais nos ATPs 250 de Nice e Eastbourne. Em agosto, a dupla Melo/Soares chegou na semifinal do ATP 500 de Washington. Em outubro, com Marcelo Melo, chegou à semifinal dos ATP 500 de Tóquio e Valência, e à final do ATP 250 de Estocolmo; com Nicolas Almagro, foi às quartas-de-final do Masters 1000 de Shanghai. E em novembro, Soares e Melo foram às quartas-de-final do Masters 1000 de Paris. No final do ano, Marcelo Melo e Bruno Soares desfizeram sua parceria. A dupla ainda se reúne para torneios entre nações, como a Copa Davis e os Jogos Olímpicos.

### 2012
Em 2012 firmou parceria com Eric Butorac. Foi às quartas de final do Australian Open e conquistou seu 6º título de duplas no ATP 250 do Brasil Open, realizado pela primeira vez em São Paulo. Também foi às oitavas de final em Roland Garros. Em julho ele terminou sua parceria com Eric Butorac, em meio a uma queda de rendimento ajudada por problemas de saúde do pai de Soares, que faleceu em junho. Soares iniciou uma nova parceria com Alexander Peya. No primeiro torneio da nova parceria, eles foram vice-campeões do ATP 250 de Bastad. Participando dos Jogos Olímpicos de Londres 2012, junto com Marcelo Melo, chegaram às quartas-de-final, depois de derrotarem a dupla Berdych/Stepanek por 24 a 22 no último set.
No US Open 2012, Soares e Peya chegaram às quartas de final das duplas masculinas. Neste mesmo torneio, junto com a russa Ekaterina Makarova, Soares obteve o maior título de sua carreira até aquele momento, ao se tornar campeão das duplas mistas. Apesar de já ter jogado com a russa na temporada 2011, Soares teve de reatar a dupla na última hora, visto que no dia da inscrição descobriu que sua parceira na ocasião, a australiana Jarmila Wolfe, não estava bem posicionada suficiente para jogar o torneio misto. Na campanha do título, na primeira rodada derrotaram os cabeças de chave número dois, os norte-americanos Mike Bryan e Lisa Raymond, protagonizando uma enorme zebra ao vencerem por 6/1 e 7/5. Na segunda fase, válida pelas oitavas de final, outro resultado acima do esperado: vitória por 2 sets a 1, e parciais de 6/2, 3/6 e 12/10 sobre Bob Bryan (irmão de Mike, que já foi n° 1 das duplas masculinas) e Kim Clijsters (ex-n° 1 do mundo nas simples femininas), naquela que seria a última partida da carreira de Clijsters. Nas quartas de final, o brasileiro e a russa venceram o holandês Jean-Julien Rojer e a australiana Anastasia Rodionova de virada pelas parciais de 4/6, 6/3 e 10/7. Em seguida, os tchecos Frantisek Cermak e Lucie Hradecká foram derrotados em dois sets, com parciais de 6/3 e 6/3. Na grande final, Soares e Makarova venceram a dupla formada pela tcheca Kveta Peschke e o polonês Marcin Matkowski por 2 sets a 1, com parciais de 6-7(8), 6-1 e 12-10. Com isso, era quebrado um jejum de 11 anos sem títulos de tenistas brasileiros profissionais em Grand Slams. Soares se tornou o quinto brasileiro campeão dos quatro grandes torneios, após Maria Esther Bueno (19 títulos), Thomaz Koch (duplas mistas em Roland Garros/1975), Gustavo Kuerten (Roland Garros/1997, 2000 e 2001) e Tiago Fernandes (Australian Open juvenil em 2010). A dupla Soares/Makarova ganhou U$ 150 mil como prêmio pelo título.
Após o título de duplas mistas no US Open, Soares entrou em uma impressionante sequência de vitórias: venceu o jogo de duplas do Brasil na Copa Davis, contra a Rússia; e ganhou 4 títulos em 5 torneios seguidos jogados: venceu o ATP 250 de Kuala Lumpur e o ATP 500 de Tóquio, ambos jogando com Alexander Peya; jogou o Masters 1000 de Xangai mas perdeu na segunda rodada; ganhou o ATP 250 de Estocolmo junto com Marcelo Melo, e o ATP 500 de Valência, jogando com Peya. No último torneio do ano, o Masters 1000 de Paris, Soares e Peya foram às quartas de final, perdendo para o amigo Melo e seu parceiro Marin Cilic.
Curiosamente, em 2012 Soares "aposentou" duas lendas do tênis: Kim Clijsters (nas duplas mistas do US Open) e Juan Carlos Ferrero (na semifinal de duplas do ATP 500 de Valência).

### 2013

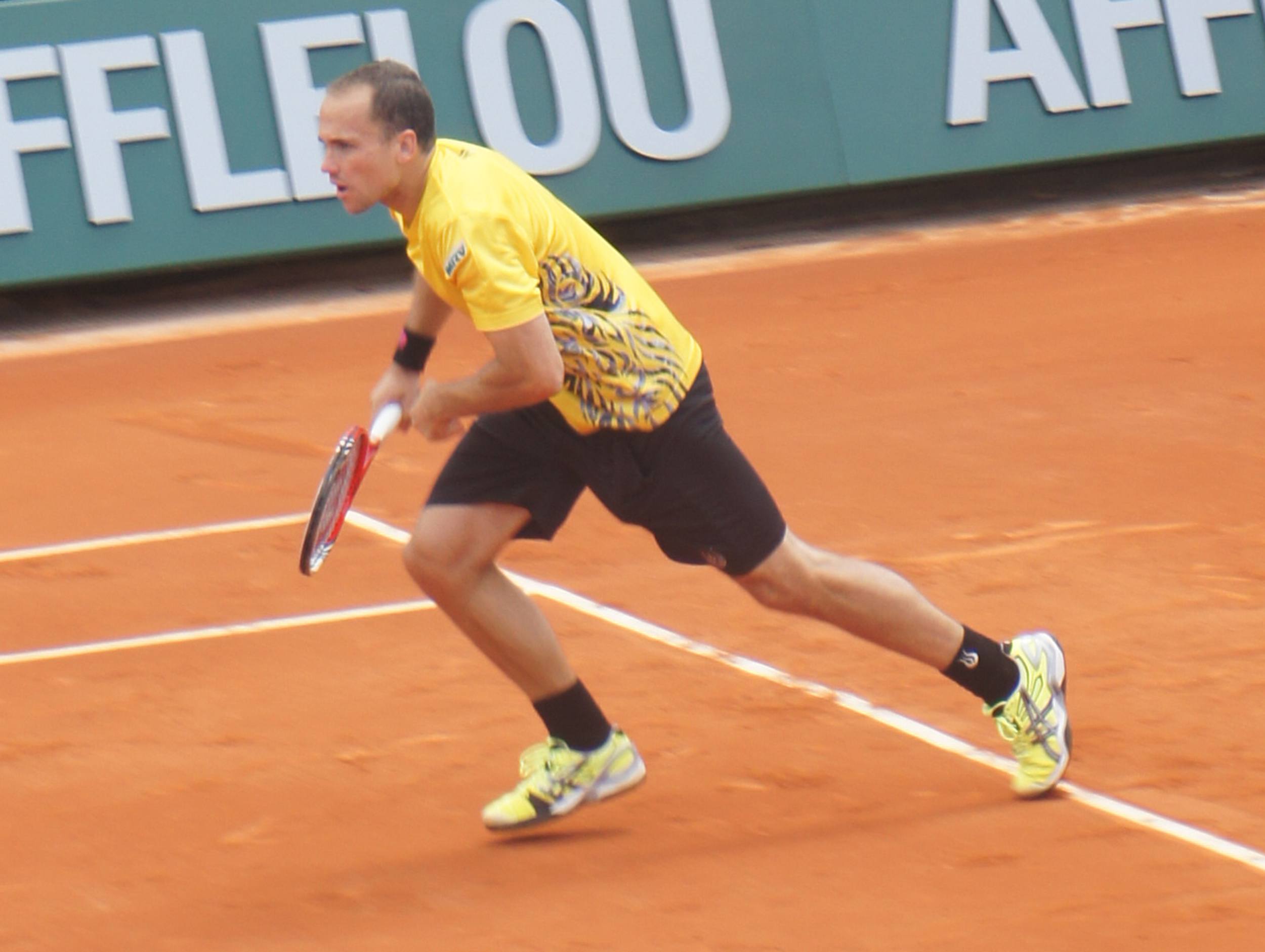
Soares no torneio de Roland-Garros em 2013

O ano de 2013 foi um dos melhores da carreira de Bruno. Em janeiro, conquistou o ATP 250 de Auckland, ao lado do escocês Colin Fleming, após enfrentar Johan Brunström e Frederik Nielsen na final. Em fevereiro, derrotou a multicampeã dupla Bob e Mike Bryan na Copa Davis, dentro da casa dos americanos, junto com Marcelo Melo. No mesmo mês, se tornou tricampeão seguido do ATP 250 do Brasil, e foi semifinalista dos ATP 500 de Memphis e Acapulco.

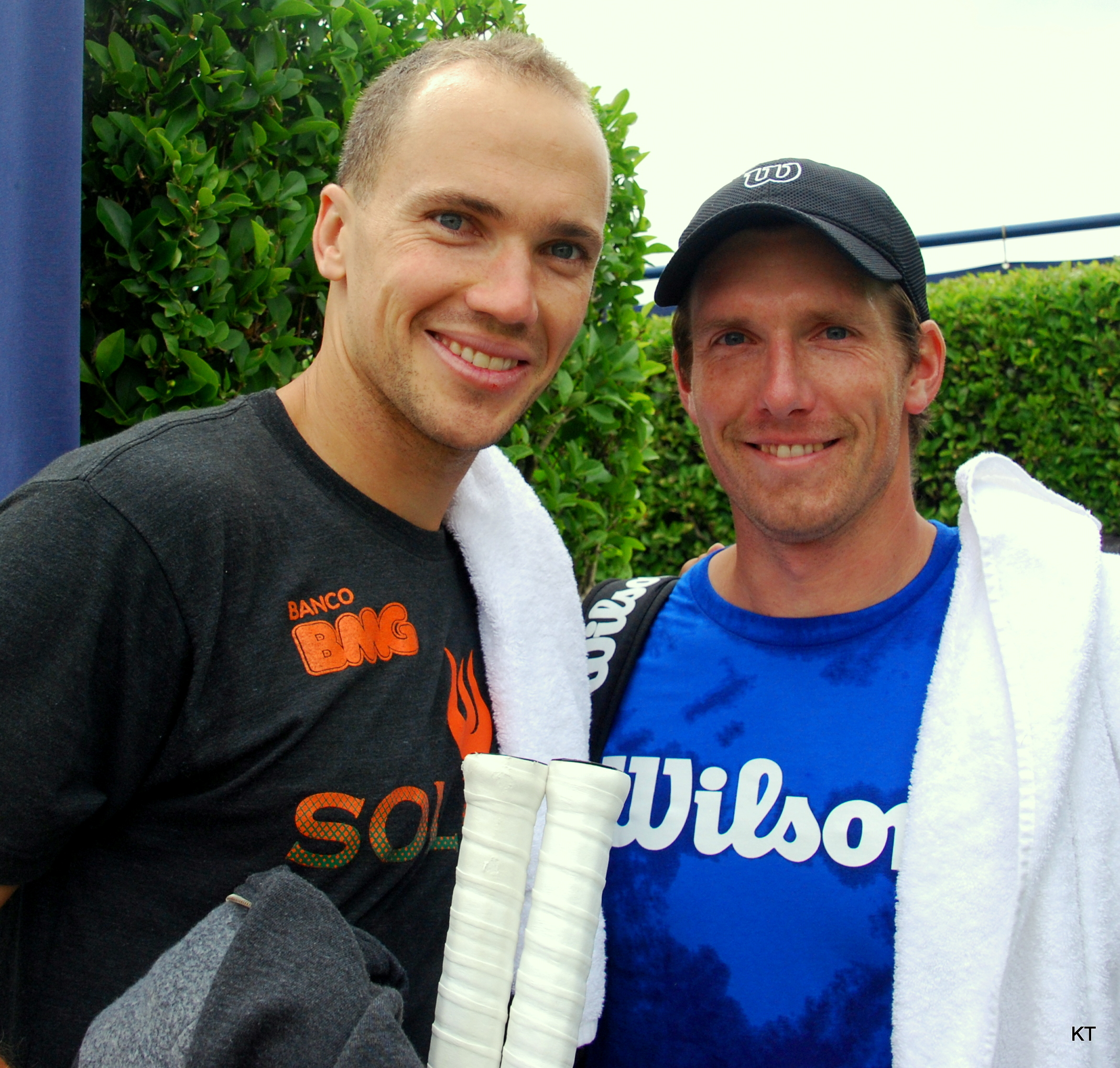
Bruno Soares com Alexander Peya

Em março, Bruno chegou à semifinal do Masters 1000 de Indian Wells. Em abril, venceu o ATP 500 de Barcelona. Em maio, chegou pela segunda vez em sua carreira, a uma final de Masters 1000, em Madri, perdendo somente para os n.1 do mundo, os irmãos Bob e Mike Bryan. Nesta altura, Soares se aproximava do top 10 mundial de duplas, conquistando a 11ª colocação.
Em Roland Garros, Soares e Peya chegaram às semifinais do torneio. Com isso, Soares entrou pela primeira vez no top 10, obtendo a 6ª colocação no ranking de duplas.
Na preparação para Wimbledon, Soares foi vice-campeão do ATP 250 de Queens, e campeão do ATP 250 de Eastbourne, alcançando sua 200ª vitória como duplista profissional. Em Wimbledon, foi eliminado nas oitavas-de-final das duplas masculinas. Mas nas duplas mistas, Soares chegou na final do torneio pela primeira vez, junto com a americana Lisa Raymond. Na decisão, Bruno e sua parceira chegaram a vencer o primeiro set, mas acabaram perdendo de virada para o canadense Daniel Nestor e a francesa Kristina Mladenovic por 5-7, 6-2 e 8-6.
Em julho, foi finalista do ATP de Hamburgo, na Alemanha. Em agosto, conquistou pela primeira vez um título de Masters 1000, no Masters 1000 do Canadá. Com isso, Soares atinge a marca de 4º melhor duplista do mundo, se igualando à Cássio Motta como o melhor duplista brasileiro de todos os tempos.
Logo depois do título no Canadá, Soares foi às quartas-de-final do Masters 1000 de Cincinnati, nos Estados Unidos. Já em 19 de agosto, ficou empatado no ranking mundial com os mesmos pontos de seu parceiro Alexander Peya, porém, por ter jogado 1 torneio a mais, permaneceu na 4ª posição.
No US Open, Soares "aposentou" o famoso jogador James Blake na 1ª rodada das duplas masculinas. Nas duplas mistas, Soares chegou à semifinal, jogando com Anabel Medina Garrigues. Nas duplas masculinas, Soares chegou, pela primeira vez na carreira, à final de um Grand Slam. Porém, Peya sofreu uma distensão muscular quase ao final do jogo das semifinais contra Melo/Dodig. Na final, ele não pôde jogar bem devido ao problema, e no segundo set, Peya sentiu novamente a distensão, quase abandonando o jogo, mas acabando a partida se movimentando muito pouco. A dupla Soares/Peya acabou perdendo a final do US Open por 2 sets a 0.
No dia 7 de outubro de 2013, Soares se tornou o nº 3 do mundo em duplas, sua melhor posição da carreira e da história do tênis brasileiro na categoria até aquela época, ultrapassando a marca de Cássio Motta, que foi nº 4 de duplas em 1983.
No final de outubro, Soares e Peya se tornaram bicampeões do ATP 500 de Valência, na Espanha, derrotando os irmãos Bob e Mike Bryan na final. E para isso acontecer, Bruno e seu parceiro austríaco salvaram 4 match points. Esse foi o quinto título dos dois neste ano. Já Soares conquistava seu sexto título, pois na temporada de 2013, ele ainda conquistou o ATP 250 de Auckland ao lado do inglês Colin Fleming.
Em Novembro, Soares e Peya, à época atrás apenas de Bob e Mike Bryan no ranking de duplas, obtiveram vagas para participar pela primeira vez no ATP World Tour Finals. Assim, junto de Marcelo Melo, que estava em oitavo no ranking, Soares foi um dos primeiros brasileiros a disputar o torneio desde Gustavo Kuerten em 2000. Mas, nas semifinais do ATP Finals, em Londres, veio nova derrota para os Bryan, dessa vez de virada por 2-1.

### 2014
A temporada de 2014 de Bruno Soares começou bem, pois ele e o austríaco Alexander Peya venceram com um 2 sets a 0 sobre Mousa Shanan Zayed e Malek Jaziri, com parciais de 6/1 e 6/4, na estreia do ATP 250 de Doha, no Catar. Depois, ao lado do austríaco, venceu nas quartas de final de forma apertada a dupla do britânico Andy Murray, este então quarto do ranking mundial em simples, e o sérvio Nenad Zimonjic, que era o 14º do ranking mundial de duplas. O jogo foi decidido em dois sets, com parciais de 7/6 (7/5) e 6/4. Na partida seguinte, no confronto entre brasileiros pela semifinal, Soares/Peya levou a melhor sobre o compatriota Marcelo Melo e o croata Ivan Dodig, por 2 sets a 0 (6/3 e 6/3). Na final, perdeu para os tchecos Tomas Berdych e Jan Hajek por 2 sets a 0, parciais de 6-2 e 6-4.
Na semana seguinte, Soares/Peya perderam a final de duplas do ATP 250 de Auckland, na Nova Zelândia para Melo e o austríaco Julian Knowle por 2 sets a 1, com parciais de 4/6, 6/3 e 10-5. Depois, ainda em janeiro, Soares e  Peya foram eliminados  nas oitavas de final do Aberto da Austrália pelos franceses Michael Llodra e Nicolas Mahut por 2 sets a 0, com parciais de 7/6 (7/4) e 6/3, em 1 hora e 31 minutos.
Em fevereiro, Soares e Peya perderam dois títulos em solo brasileiro. No Rio Open, onde entraram como cabeça de chave número 1 e segunda melhor dupla do mundo, perderam a semifinal do Rio Open para a dupla colombiana formada Juan Sebastian Cabal e Robert Farah por 2 sets a 0, com parciais de 6-4 e 6-2. Em seguida, Soares não pode lutar pelo quarto título seguido no ATP 250 do Brasil Open, quebrando uma invencibilidade de 12 partidas na competição ao cair logo na primeira rodada junto de Peya para o espanhol Guillermo García-López e o austríaco Philipp Oswald por 2 sets a 1, com parciais de 3-6, 6-4 e 10-7.
Em março, Soares e Peya, da Áustria, não tiveram dificuldades para eliminar a dupla campeã olímpica formada por Roger Federer e Stanislas Wawrinka e avançar à final do Masters 1000 de Indian Wells, nos EUA. A parceria entre o brasileiro e o europeu impôs 2 sets a 0 nos suíços, com parciais de 6/4 e 6/1. Mas na decisão, eles foram superados pelos então líderes do ranking mundial de duplas, os irmãos
americanos Bob e Mike Bryan, por 6/4 e 6/3. Essa foi a terceira final da dupla em 2014. Logo depois, Soares/Peya foram eliminados nas quartas de final da chave de duplas do Masters 1000 de Miami para os colombianos Juan Sebastian Cabal e Robert Farah por 2 sets a 0, com parciais de 6/2 e 7/6 (7/4).
Logo depois, entre abril e todo o mês de maio, Bruno Soares e Alexander Peya disputaram a gira europeia de torneios jogados no saibro, com maus desempenhos: caíram na primeira partida do Masters 1000 de Roma e ATP 500 de Barcelona, nas quartas de final do Masters 1000 de Madri e Monte Carlo não passaram das quartas de final, e no Aberto da França, como cabeças de chave número 2, foram eliminados precocemente na segunda rodada para o alemão Andre Begemann e do holandês Robin Haase em um duelo de quase 2h10min de duração.

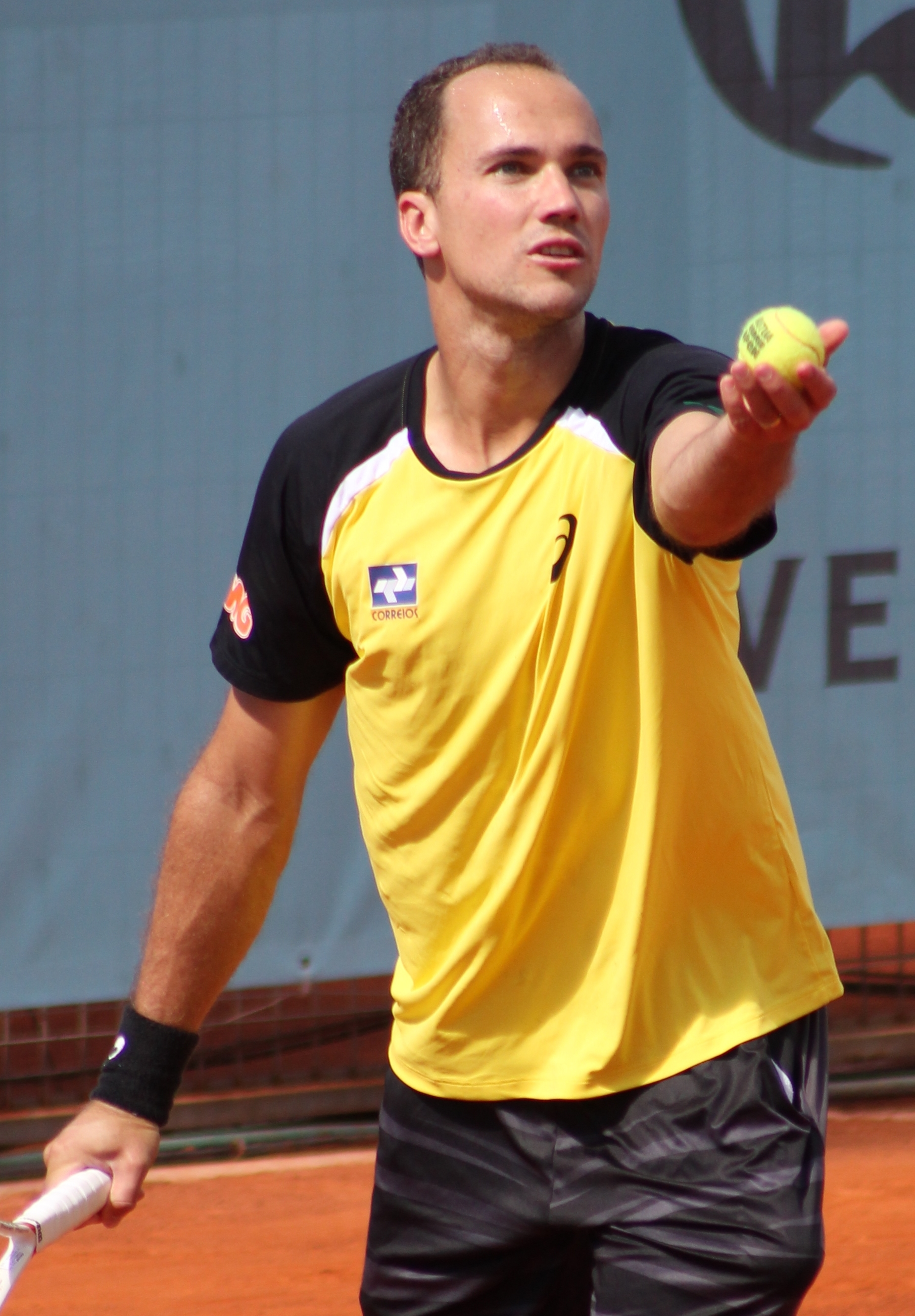
Soares no Masters 1000 de Madri 2014

Durante a turnê de torneios britânicos em piso de grama em junho e julho, Soares e Peya alcançaram seu primeiro título do ano depois de três finais perdidas ao conquistar o ATP 250 de Queen's, com uma vitória de virada sobre o local Jamie Murray e o australiano John Peers, por 2 sets a 1, parciais de 4-6, 7-6 (7/4) e 10-4. Na semana seguinte, desperdiçaram a chance de conquistar o título do ATP 250 de Eastbourne, perdendo por apenas dois pontos a final diante do
filipino Treat Huey e o britânico Dominic Inglot, por 2 sets 1, parciais de 7/5, 5/7 e 10/8. Por fim, Soares/Peya caíram nas quartas de final do torneio de duplas masculino em Wimbledon, derrotados pelos jovens Vasek Pospisil, do Canadá, e Jack Sock, dos Estados Unidos, por 3 sets a 1, com parciais de 4-6, 6-3, 7-6 (8-6) e 4-6. Depois, ainda em julho, Soares conquistou seu quinto vice-campeonato em seis finais disputadas até aquele momento no ano, caindo junto com Peya no ATP 500 de Hamburgo, este disputado no saibro, para o romeno Florin Mergea e o croata Marin Draganja, que venceram a partida por 2 sets a 0, parciais de 6/4 e 7/5.
Em agosto, na primeira final entre jogadores brasileiros na história do ATP World Tour, Soares/Peya enfrentaram Marcelo Melo e Ivan Dodig no Masters 1000 de Toronto, com Soares vencendo por 2 sets a 0, parciais de 6/4 e 6/3. Na semana seguinte, a dupla não conseguiu repetir o bom desempenho no Masters 1000 de Cincinnati, sendo surpreendidos por Vasek Pospisil e Jack Sock nas quartas de final por 6/2, 5/7 e 10-7.
Na sequência, no início de setembro, em jogo equilibradíssimo, Soares e Peya foram derrotados nas quartas de final do US Open pelos espanhóis Marc López e Marcel Granollers, por 2 sets a 0, parciais de 7/6(3) e 6/4, em 1h40 de partida. Mas dois dias depois, Bruno se tornou bicampeão das duplas mistas junto da indiana Sania Mirza, derrotando na decisão a parceria formada pelo mexicano Santiago Gonzalez e a americana Abigail Spears por 2 sets a 1, com parciais de 6/1, 2/6 e 11/9.
Em outubro, Soares e Peya, que naquele momento eram a terceira melhor dupla do mundo, caíram nas quartas de final do Masters 1000 de Xangai, perdendo de virada para os atuais campeões de Roland Garros, os franceses Edouard Roger-Vasselin e Julien Benneteau, por 2 sets a 1, com parciais de 3/6, 6/3 e 10/7. Depois, em meados de outubro, Soares/Peya iniciaram uma frustrante sequência de três eliminações na primeira rodada. Como cabeças de chave número 1 do ATP 250 de Viena, foram superados pelo austríaco Jurgen Melzer e o alemão Philipp Petzschner, por 2 sets a 0, com parciais de 7/5 e 6/2. No ATP 500 de Valência, do qual eram bicampeões, sofreram uma virada para a parceria formada pelo argentino Leonardo Mayer o português João Sousa por 3/6, 6/1 e 10-7.  Por fim, no Masters 1000 de Paris, caíram para o uruguaio Pablo Cuevas e pelo colombiano Santiago Giraldo pelo placar de 2 sets a 0, com parciais de 6/4 e 7/6 (7/4).
Na sequência, em novembro, Bruno Soares e Alexander Peya fecharam a temporada participando pela segunda vez do ATP Finals. A campanha foi encerrada ainda na primeira fase, com uma vitória (sobre  Jean-Julien Rojer e Horia Tecau)  e duas derrotas (Lukasz Kubot e Robert Lindstedt, e os irmãos Bob e Mike Bryan).

### 2015
Apesar de começar 2015 recebendo seu primeiro filho, Noah, Soares teve um mau princípio de temporada. No seu primeiro torneio ATP do ano, então principais favoritos no ATP 250 de Doha, ele e Alexander Peya sequer conseguiram terminar o primeiro set e abandonaram quando o placar marcava 5/3 para o alemão Bnjamin Becker e o neozelandês Artem Sitak por uma lesão do austríaco. Em seguida, a dupla parou na semifinal do ATP 250 de Auckland ao perder de virada para o indiano Leander Paes e o sul-africano Raven Klaasen por 2 sets a 1. Na sequência, caíram na segunda rodada do Aberto da Austrália caindo do austríaco Oliver Marach e do neozelandês Michael Venus. Mas poucos dias depois, Bruno disputou a semifinal de duplas mistas ao lado da indiana Sania Mirza. Porém, mesmo sendo cabeças de chave 1, foram impedidos de avançarem a final por serem derrotados de virada, por 2 sets a 1, pela francesa Kristina Mladenovic e pelo canadense Daniel Nestor, pelas parciais de 3/6, 6/2 e 10/8.
No final de fevereiro, cabeças de chave 1 do Rio Open, Soares e Peya não confirmaram o favoritismo e caíram nas semifinais do torneio. A parceria foi superada por Pablo Andújar, da Espanha, e Oliver Marach, da Áustria, pelo placar de 2 sets a 1, com parciais de 6/1, 4/6 e 10-7. Em meados de março, a dupla foi derrotada logo na estreia do Masters 1000 de Indian Wells, nos EUA. Os algozes foram os colombianos Juan Sebastian Cabal e Robert Farah, que venceram a
partida por 2 sets a 1, com parciais de 6/2, 3/6 e 10/8.
No início de abril, Peya voltou à Áustria para acompanhar o nascimento do filho, e como o amigo Marcelo Melo estava sem dupla diante da lesão de Ivan Dodig, Soares reatou a parceria brasileira para o Masters 1000 de Miami. Os dois foram para a semifinal, onde foram impedidos de alcançar a decisão por Jack Sock e Vasek Pospisil por 2 sets a 1, parciais de 6/4, 3/6 e 10/7.
No início de maio, na temporada de saibro, Soares e Peya conquistaram o primeiro título juntos em 2015. E isso aconteceu na Alemanha, onde eles derrotaram os irmãos Mischa Zverev e Alexander Zverev, tenistas da casa, na final do ATP 250 de Munique. A partida terminou em 2 sets a 1, parciais de 4/6, 6/1 e 10/5. Em seguida, duas eliminações na estreia para a dupla, com 2 sets a 0 para o espanhol Feliciano López e o bielorrusso Max Mirnyi no Masters 1000 de Madrid, e dois match points desperdiçados diante dos colombianos Cabal e Farah pelo Masters 1000 de Roma. Logo depois, Soares e Peya perderam nas quartas de final de Roland Garros para Melo e Dodig por 2 sets a 0, com parciais de 6/3 e 7/6 (10-8). Já nas duplas mistas, novamente junto com Sania Mirza, apesar de serem os principais cabeças de chave do torneio foram surpreendidos logo na primeira rodada por Anna-Lena Groenefeld, da Alemanha, e Jean-Julien Rojer, da Holanda, que venceram o jogo por 2 sets a 0, em um duplo 6/2.

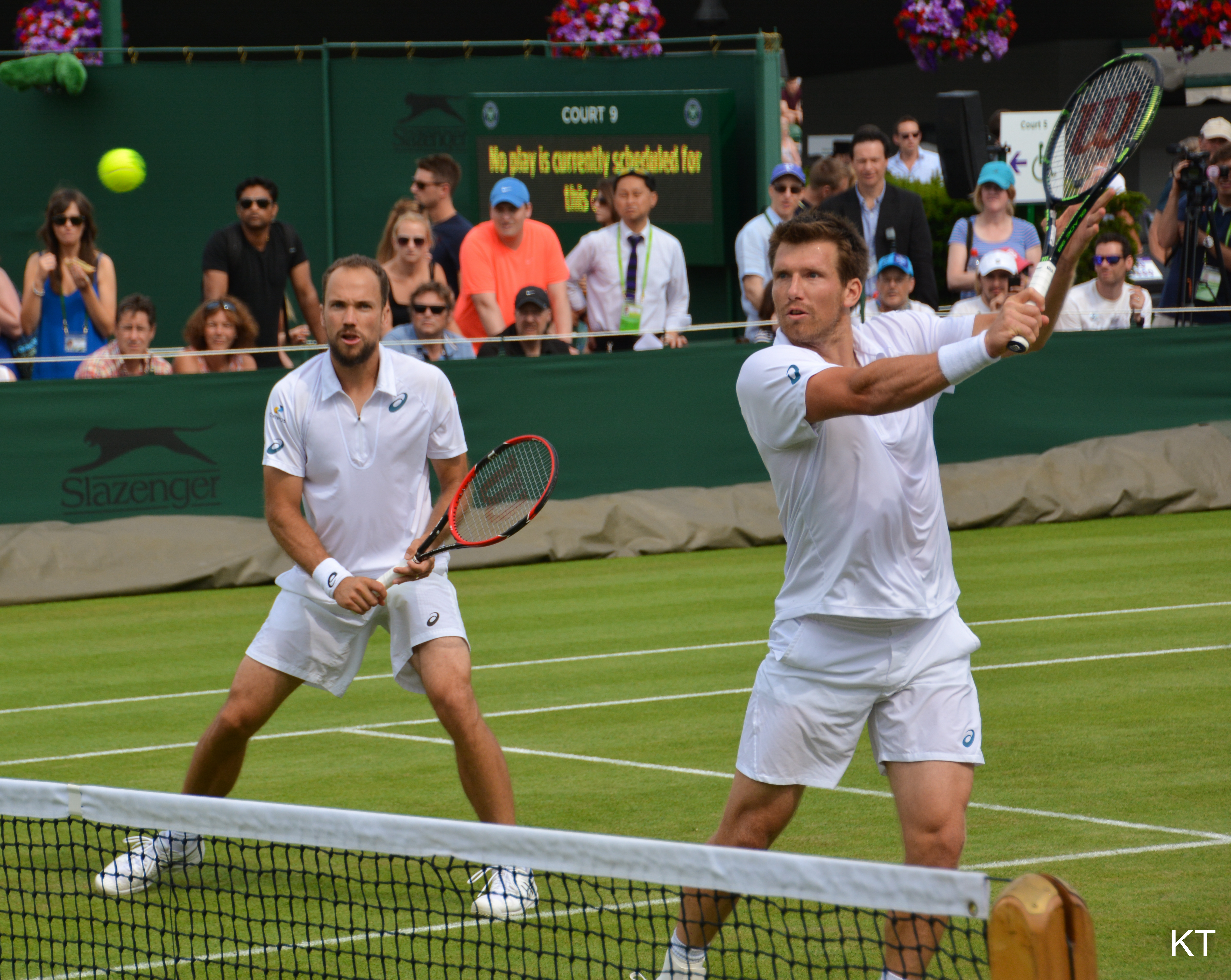
Soares e Peya em Wimbledon 2015

Na temporada de grama, Soares e Peya chegaram à final do ATP de Stuttgart em junho, após Rafael Nadal e Feliciano López desistirem de jogar a semifinal. Porém a decisão teve derrota de virada para o indiano Rohan Bopanna e o romeno Florin Mergea por 2 sets a 1 (5/7, 6/2 e 10/7). Na semana seguinte, Soares e Peya pararam na semifinal do  ATP 500 de Queen's, caindo para os franceses Pierre-Hugues Herbert e Nicolas Mahut, por 2 sets a 0, parciais de 6/3 e 7/6 (8/6). Em Wimbledon, Soares caiu nas quartas de final tanto do torneio masculino com Peya - caindo diante de Jamie Murray e John Peers por 6/4, 7/6 (7/3) e 6/3 - e das duplas mistas com Sania Mirza - jogo acirrado diante do próprio Peya junto da húngara Tímea Babos, por 2 sets a 1, com parciais de 7/6 (8-6) e 9/7.
Indo para a América do Norte, Soares e Peya caíram nas oitavas de final do Masters 1000 de Cincinnati para Jean-Julien Rojer e Horia Tecau (2 sets a 1, parciais de 6/4, 3/6 e 11-9), e a primeira rodada do US Open, caindo em 2 sets para  Philipp Oswald, da Áustria, e Adil Shamasdin, do Canadá. Nas duplas mistas, Soares e Sania Mirza não conseguiram defender o título, caindo na primeira rodada para a tcheca Andrea Hlavackova e o polonês Lukasz Kubot, por duplo 6/3.
Em outubro, Soares e Peya acabaram sendo batidos nas quartas de finais da quadra rápida do Torneio de Tóquio pelos norte-americanos Steve Johnson e Sam Querrey por 2 sets a 0, com parciais de 7/6 (7/3) e 6/4. Depois, no final de outubro, Soares/Peya acabaram eliminados na segunda rodada do ATP de Viena para Jamie Murray e John Peers, por 2 sets a 0, com parciais de 6/2 e 6/3. No campeonato seguinte, o ATP 500 da Basiléia, na Suíça, Soares e Peya chegaram à decisão contra os mesmos Murray e Peers, desta vez conquistando  o título com um duplo 7/5. Na semana seguinte, o brasileiro e o austríaco jogaram o último Masters 1000 do ano, na França, necessitando de no mínimo uma semifinal para a classificação ao ATP Finals. Porém, eles perderam nas quartas de final do Masters 1000 de Paris para Marcelo Melo e Ivan Dodig por 2 sets a 1.
Ao final do ano, Bruno Soares anunciou que após 11 títulos com Alexander Peya mudaria de dupla na próxima temporada, se unindo ao escocês Jamie Murray.

### 2016

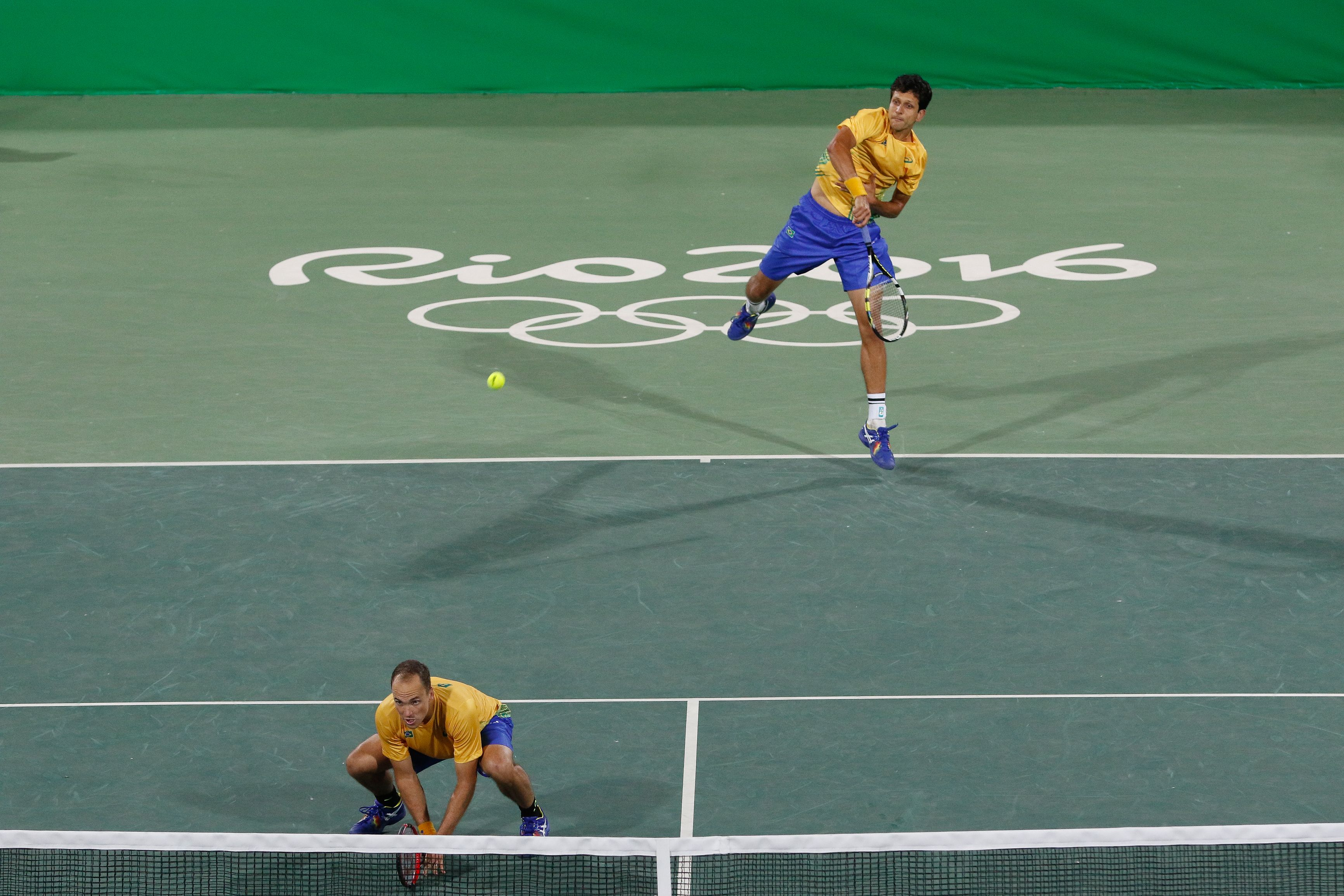
Soares e Melo nos Jogos Olímpicos do Rio 2016

2016 foi o melhor ano da carreira de Soares. Ao estrear com parceiro novo (Jamie Murray), Soares atingiu seu pico na carreira.
De início, chegaram às semifinais do ATP 250 de Doha, caindo para os espanhóis Marc e Feliciano Lopez, cabeças de chave três da competição.
Na semana seguinte, Murray ajudou Soares a alcançar sua 41ª final da carreira no ATP 250 de Sydney, onde a dupla conquistou seu primeiro título ao vencer os experientes Rohan Bopanna, da Índia e Florin Mergea, da Romênia, por 2 sets a 0, parciais de 6/3 e 7/6 (8-6).
Em seguida, Soares conseguiu seu primeiro título de Grand Slam nas duplas masculinas junto a Murray no Aberto da Austrália. Na final, depois de 2 horas e 19 minutos de partida, a dupla se consagrou campeã, com parciais de 2/6, 6/4 e 7/5, contra o canadense Daniel Nestor e o tcheco Radek Štěpánek. Soares também conquistou as duplas mistas junto da russa Elena Vesnina (que coincidentemente fazia dupla com Ekaterina Makarova, parceira de Soares em seu primeiro Grand Slam) diante da americana Coco Vandeweghe e o romeno Horia Tecau por 2 sets a 1, parciais de 6/4, 4/6 e 10/5, em 1h23 minutos de partida. Com um total de 11 vitórias, Soares se tornava o primeiro duplista com duas conquistas em Melbourne desde Mark Woodforde em 1992. No percurso da final, onde Soares se tornou o primeiro brasileiro a alcançar duas finais no mesmo Grand Slam, Soares derrotou o parceiro antigo Alexander Peya, o atual Jamie Murray, e a antiga parceira Sania Mirza. Os dois títulos completavam quatro taças de Soares no Grand Slam e do Brasil no Aberto da Austrália (depois de Maria Esther Bueno nas  parcerias femininas em 1960, e Tiago Fernandes na chave juvenil em 2010).
Ele foi vice-campeão do Masters 1000 de Monte Carlo em abril, foi às quartas-de-final em Wimbledon em junho, foi às quartas de final dos Jogos Olímpicos de 2016 no Rio de Janeiro, foi vice-campeão do Masters 1000 do Canadá em julho, e ganhou seu segundo Grand Slam do ano e da carreira em setembro, vencendo o U.S.Open. Neste ano, ainda foi semifinalista do ATP 500 de Viena, e semifinalista do ATP Finals no fim do ano.
Em outubro de 2016, chegou a se tornar n.2 do mundo em duplas, e só não se tornou n.1 por apenas um jogo. Ao ser eliminado nas quartas de final do Masters 1000 de Xangai, na China, pelo australiano John Peers e pelo finlandês Henri Kontinen, faltaram poucos pontos para obter a posição. 

### 2017
Em 2017, a dupla Soares/Murray caiu um pouco de rendimento, não obtendo nenhum título de Grand Slam ou Masters 1000. Seus melhores resultados nestes torneios foram o vice-campeonato do Masters 1000 de Cincinnati, as semis dos Masters 1000 de Indian Wells, Shanghai e Paris, e as quartas de final de Roland Garros e do US Open. Eles ganharam o ATP 500 de Acapulco, de Queens, e o ATP 250 de Stuttgart. Assim, Soares acabou o ano como n.10 do mundo em duplas.

### 2018

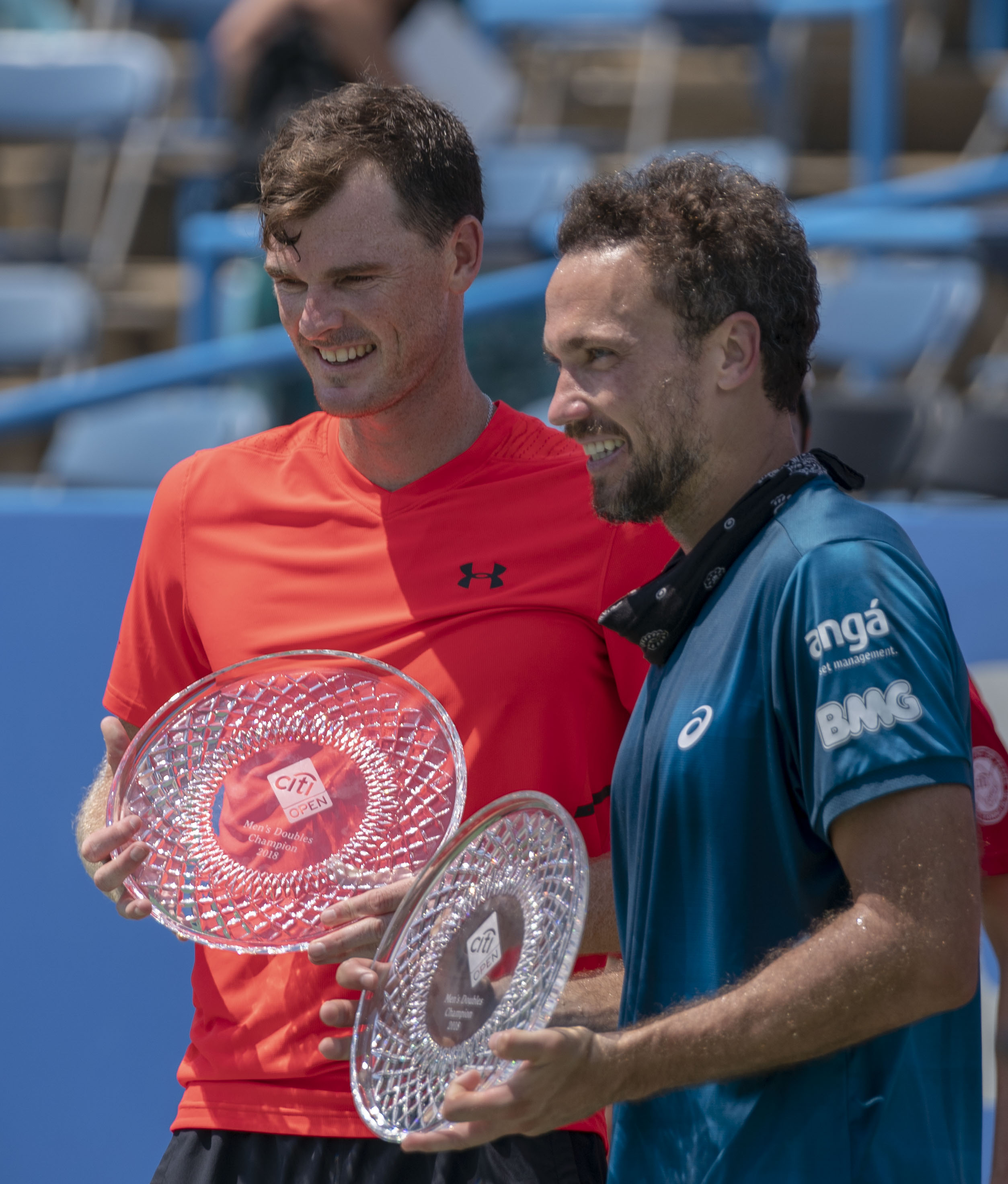
Soares e Murray com a taça do Masters 1000 de Cincinatti 2018

Em 2018 Soares obtém como seu maior título o Masters 1000 de Cincinnati. Ainda foi vice no Masters 1000 de Shanghai, e semifinalista em Roma. Obtém quartas-de-final em Wimbledon e no US Open. Se torna bicampeão do ATP 500 de Acapulco, ganha o ATP 500 de Washington, e é vice no ATP 500 de Queens. Termina o ano como n.7 do mundo nas duplas.

### 2019
Em 2019, Murray resolve dissolver a dupla com Soares, sob a alegação de que os resultados estavam abaixo do esperado, e que a dupla estaria instável, apesar da dupla ter obtido 10 títulos em 3 anos e meio, incluindo 2 Grand Slams. Soares passa a atuar com Mate Pavić, logo após o Grand Slam de Roland Garros 2019.
Seu maior título do ano foi a conquista do Masters 1000 de Shanghai, jogando com Pavic. Também ganhouo ATP 250 de Sydney ainda com Murray, e o ATP 250 de Stuttgart jogando com John Peers. Durante o conturbado ano, ainda foi semifinalista do Masters 1000 de Monte Carlo e Cincinnati, fez quartas-de-final no Australian Open e foi vice-campeão do ATP 500 de Barcelona. Termina o ano fora do top 10 mundial, o que não acontecia desde 2015: finaliza o ano como n.21 do mundo.

### 2020
Em 2020, aos 38 anos de idade, Soares vence seu 3º Grand Slam da carreira em setembro, no US Open, ao lado de Mate Pavic. 

## Aposentadoria
De forma surpreendente, Bruno Soares anunciou em 3 de setembro de 2022, em postagem no Instagram, o final da sua carreira como jogador profissional de tênis.
| “                                         | Obrigado tênis. Hora de dizer adeus. Obrigado por 22 anos realizando meu sonho diariamente. A todos que estiveram comigo nessa jornada, o meu eterno agradecimento. Nada disso seria possível sem vocês. Um ciclo se encerra para outro iniciar | ” |
| — Bruno Soares, em postagem do Instagram. | |   |

Seu último jogo foi pela 2ª rodada do US Open, em 2 de setembro: com Jamie Murray, perdeu para Nys/Zielinski em dois sets com tiebreaks.